# Nendoroid
Nendoroid (ねんどろいど , Nendoroido) sind kleine Plastikfiguren der japanischen Good Smile Company, die erstmals 2006 produziert wurden. „Nendo“ ist das japanische Wort für Ton.

## Beschaffenheit
Nendoroid-Figuren sind in der Regel Repliken eines Anime- oder Manga-Charakters und werden allgemein als Sammlerstücke oder Spielzeuge verwendet. Sie sind etwa 10 cm (4 Zoll) hoch, abhängig vom Aussehen des Charakters. Normalerweise werden sie als Chibi oder verformt, mit einem großen Kopf und kleinem Körper dargestellt. Ihre Gesichter und Körperteile sind beweglich und austauschbar, so können sie eine Reihe von verschiedenen Ausdrücken und Haltungen einnehmen.
Nendoroid-Figuren basieren vor allem auf Anime- und Manga-Serien wie Squid Girl, Kannagi, Lucky Star, Death Note, K-On!, Haruhi Suzumiya, Fate/stay night, Black Rock Shooter, AnoHana – Die Blume, die wir an jenem Tag sahen als auch die Charaktere von der Synthesizer Software Vocaloid zusammen mit Spielen wie dem Touhou Projekt. Selten basieren Nendoroid-Figuren auf einer realen Person, wie bei Formel-Eins Fahrer Kamui Kobayashi oder der US-amerikanischen Rockband Linkin Park.

## Spiele die auf der Nendoroid-Serie basieren
Ein auf Nendoroid-Figuren basierendes Computer-Rollenspiel namens Nendoroid Generation (ねんどろいど じぇねれ～しょん , Nendoroido Jenereshon) wurde von Bandai Namco Games, Good Smile Company und Banpresto für PlayStation Portable entwickelt. Das Spiel verfügt über Nendoroid-Versionen der Charaktere von Steins;Gate, Touhou Project, Black Rock Shooter, Haruhi Suzumiya, Magical Girl Lyrical Nanoha, Zero no Tsukaima, Dog Days and Fate/stay night, sowie des Good Smile Companys Maskottchen, Gumako. Das Spiel wurde in Japan am 23. Februar 2012 veröffentlicht.
Hatsune Miku und Future Stars: Projekt Mirai ist ein Musikspiel für den Nintendo 3DS, basierend auf den Vocaloid-Charakteren Hatsune Miku, die mit ihrem Auftritt auf der Nendoroid-Serie basiert.